# Forcipomyia zhenbaodaoensis
Forcipomyia zhenbaodaoensis är en tvåvingeart som beskrevs av Yu och Liu 1987. Forcipomyia zhenbaodaoensis ingår i släktet Forcipomyia och familjen svidknott. Inga underarter finns listade i Catalogue of Life.